# دون ليتس
دون ليتس (بالإنجليزية: Don Letts)‏ هو دي جيه وكاتب ومؤرخ ومخرج وصحفي ومخرج بريطاني، ولد في 10 يناير 1956 في لندن في المملكة المتحدة.

## وصلات خارجية
- الموقع الرسمي
- دون ليتس على موقع IMDb (الإنجليزية)
- دون ليتس على موقع ألو سيني (الفرنسية)
- دون ليتس على موقع ميوزك برينز (الإنجليزية)
- دون ليتس على موقع أول موفي (الإنجليزية)
- دون ليتس على موقع قاعدة بيانات الأفلام السويدية (السويدية)
- دون ليتس على موقع ديسكوغز (الإنجليزية)
- دون ليتس على موقع قاعدة بيانات الفيلم (الإنجليزية)
- دون ليتس على موقع كينوبويسك (الروسية)